# Wskaźnik maskulinizacji
Wskaźnik maskulinizacji, współczynnik maskulinizacji – wskaźnik demograficzny określający, ilu mężczyzn w danym społeczeństwie przypada na określoną liczbę kobiet – czyli najczęściej określa liczbę mężczyzn na 100 kobiet.
W krajach słabo rozwiniętych jest zdecydowanie wyższy. Największy współczynnik maskulinizacji występuje w krajach przyjmujących dużo mężczyzn do pracy – np. w Kuwejcie na 100 kobiet przypada 133 mężczyzn.
Wskaźnik maskulinizacji wykorzystywany jest w demografii historycznej jako jeden z mierników jakości rejestracji aktów metrykalnych. Przeważnie przyjmuje się, iż stosunek zarejestrowanych urodzeń chłopców względem dziewcząt powinien wynosić około 1.06.